# Hemsjö (östra delen)
Hemsjö (östra delen) är den östra delen av bebyggelsen i Hemsjö i Hemsjö socken i Alingsås kommun, drygt en mil söder om Alingsås. 
Bebyggelsen var från 1995 till 2015 avgränsad till en småort för att 2015 avgränsas som en del av tätorten Hemsjö, som i sin tur 2018 växte samman med den i tätorten Ingared.